# Iraks håndboldlandshold (herrer)
Iraks håndboldlandshold for mænd er det mandlige landshold i håndbold for Irak. Det repræsenterer landet i internationale håndboldturneringer.

## Resultater

### Asienmesterskabet i håndbold
| År   | Iraks placering | Værtsland |
| 1977 | 5.- plads       | Kuwait    |
| 2010 | 10.- plads      | Libanon   |
| ---- | --------------- | --------- |